# Heinrich Ernst Moritz Backs
Heinrich Ernst Moritz Backs (* 16. Dezember 1853 in Keuschberg; † nach 1922) war ein deutscher Reichsgerichtsrat.
1875 wurde der Preuße Backs vereidigt. 1881 wurde er Amtsrichter. 1894 erfolgte die Ernennung zum Amtsgerichtsrat und wurde im selben Jahr zum Landgerichtsrat. 1898 wurde der Landgerichtsrat Backs in Hildesheim zum Oberlandesgerichtsrat in Celle befördert. 1907 wurde er an das Reichsgericht berufen. Er war bis zu seinem Ruhestand 1923 im II. Strafsenat beschäftigt.